# Leuchtturm Säppi
Der Leuchtturm Säppi (Säpin majakka finnisch, Sebbskärs fyr schwedisch) ist ein Küstenleuchtturm auf der gleichnamigen Insel Säppi,  eine kleine bewaldete Insel etwa 14 km außerhalb der Stadt Pori. Der Leuchtturm befindet sich im Gebiet der Gemeinde Luvia. 

## Geschichte
Ursprünglich wurde die erste sechseckige Tagesmarke 1852 auf Säppi errichtet. Die Kaufleute der Stadt Pori ließen einen Leuchtturm errichten, der jedoch erst 1873 gebaut wurde. Der Leuchtturm von Säppi wurde am 22. September 1873 in Betrieb genommen. Er wurde vom finnischen Architekten Hampus Dalström entworfen. In den 1860er und 1870er Jahren war er einer der führenden Architekten Finnlands und hat im Dienste der finnischen Bauverwaltung weitere sechs Leuchttürme geplant. Gleichzeitig mit dem Leuchtturm wurden die daneben liegenden Gebäude der Leuchtturmwärter fertiggestellt. Ende des 19. Jahrhunderts wurde auch eine Lotsenstation errichtet.

## Leuchtturm
Der Leuchtturm ist ein 30,7 Meter hoher Backsteinturm, der auf einem niedrigen Granitsockel errichtet wurde. Die Feuerhöhe des Turms beträgt 34,8 Meter. Es war einer von vier Leuchttürmen in Finnland, die über eine Fresnellinse verfügten. An der Spitze des Turms befindet sich das originale Laternenhaus. Das Innere besteht aus der Treppe, die um den Mittelpfeiler herumführt. Die ursprünglichen Fassaden des Leuchtturms sind unter einer 1936 gegossenen Betonhülle verborgen.
Der Leuchtturm wurde 1962 automatisiert und ist seitdem unbemannt. Der Leuchtturm sendet alle 30 Sekunden zwei weiße Blitze aus, denen 12,7 Sekunden später ein einzelner weißer Blitz folgt. Heute bezieht er seine Energie aus Sonnenkollektoren.
Der Leuchtturm und die ihn umgebenden Gebäude sind durch das Finnisches Nationalamt für Altertümer (RKY) inventarisiert sind als Kulturdenkmal von besonderer nationaler Bedeutung eingestuft.
Die Insel Säppi ist seit 2011 im Bestand des Nationalparks Bottensee.